# Wybory do Parlamentu Europejskiego w Niemczech w 1999 roku
Wybory do Parlamentu Europejskiego w Niemczech w 1999 roku zostały przeprowadzone 13 czerwca 1999. Niemcy wybrali 99 przedstawicieli do Parlamentu Europejskiego V kadencji. Frekwencja wyborcza wyniosła 45.19%.

## Wyniki wyborów
| Lista wyborcza                                   | Głosy      | %    | Mandaty | Zmiana |
| ------------------------------------------------ | ---------- | ---- | ------- | ------ |
| Unia Chrześcijańsko-Demokratyczna (Niemcy) (CDU) | 10 628 224 | 39,3 | 43      | +4     |
| Socjaldemokratyczna Partia Niemiec (SPD)         | 8 307 085  | 30,7 | 33      | –7     |
| Unia Chrześcijańsko-Społeczna (CSU)              | 2 540 007  | 9,4  | 10      | +2     |
| Związek 90/Zieloni                               | 1 741 494  | 6,4  | 7       | –5     |
| Partia Demokratycznego Socjalizmu (PDS)          | 1 567 745  | 5,8  | 6       | +6     |
| Wolna Partia Demokratyczna (FDP)                 | 820 371    | 3,0  | –       | –      |
| Republikanie                                     | 461 038    | 1,7  | –       | –      |
| Głosy nieważne i puste                           | 409 659    | –    | –       | –      |
| Razem                                            | 27 468 932 |      | 99      | –      |

Z pozostałych 16 list wyborczych żadna nie przekroczyła progu 1% głosów.